# Oteseconazol
Oteseconazol ist ein Arzneistoff aus der Gruppe der Antimykotika. Unter dem Namen Vivjoa (Hersteller: Mycovia Pharmaceuticals) wurde er im April 2022 in den USA zur oralen Behandlung von wiederkehrenden Pilzinfektionen der Scheide und Vulva zugelassen.

## Eigenschaften
Chemisch ist Oteseconazol ein Antimykotikum vom Azol-Typ. Die Substanz ist ein weißes bis fast weißes kristallines Pulver, das im pH-Bereich von 1 bis 9 in Wasser praktisch unlöslich ist. In einer Vielzahl von organischen Lösungsmitteln ist Oteseconazol löslich.
Oteseconazol hemmt das für die Integrität der Pilzzellmembran erforderliche Enzym CYP51 (Lanosterol-14α-demethylase). Dies führt zu einem Mangel an Ergosterol, das für den Aufbau der Pilzzellmembran nötig ist, bei gleichzeitiger Anhäufung von 14-methylierten Sterolen, von denen einige für Pilze toxisch sind. Aufgrund der Tetrazol-Struktur hat Oteseconazol eine geringere Affinität für menschliche CYP-Enzyme als für CYP-Enzyme von Pilzen.

## Medizinische Verwendung
Oteseconazol ist zugelassen zur Verringerung der Inzidenz von rezidivierender vulvovaginaler Candidiasis (RVVC) bei Frauen mit einer Vorgeschichte von RVVC, die nicht im fortpflanzungsfähigen Alter sind. Das Mittel wird oral verabreicht (eingenommen).

### Studien
Die Zulassung basiert auf den Ergebnissen aus drei Phase-3-Studien mit Oteseconazol – zwei globalen Studien (VIOLET) mit insgesamt 656 Patienten und einer auf die USA fokussierten Studie (ultraVIOLET) mit 219 Patienten. In den beiden VIOLET-Studien traten bei 6,7 % bzw. 3,9 % der Frauen mit RVVC, die Oteseconazol erhielten, während der 48-wöchigen Erhaltungsphase Rezidive auf, im Vergleich zu 42,8 % bzw. 39,4 % der Patientinnen, die Placebo erhielten. In der ultraVIOLET-Studie nahm bei 89,7 % der Frauen mit RVVC, die Oteseconazol erhielten, die anfängliche Hefepilzinfektion ab und trat und in der 50-wöchigen Erhaltungsphase nicht wieder auf, verglichen mit 57,1 % derjenigen Frauen, die Fluconazol und anschließend Placebo erhielten.

### Nebenwirkungen und Anwendungsbeschränkungen
Die in den klinischen Studien am häufigsten berichteten Nebenwirkungen waren Kopfschmerzen (7,4 %) und Übelkeit (3,6 %). Oteseconazol darf, basierend auf Daten aus Rattenstudien, nicht bei schwangeren oder stillenden Frauen sowie Frauen im fortpflanzungsfähigen Alter angewendet werden.